# Robert Emhardt
Robert Christian Emhardt (Indianapolis, 24 luglio 1914 – Ojai, 26 dicembre 1994) è stato un attore statunitense.
Recitò dal 1952 al 1982 in oltre 20 film e dal 1939 al 1981 in oltre 130 produzioni televisive.

## Biografia
Robert Emhardt nacque a Indianapolis, in Indiana, il 24 luglio 1914. Figlio di Christian J. Emhardt (1883-1971), sindaco di Indianapolis dal 1951 al 1952, studiò recitazione presso la Royal Academy of Dramatic Art di Londra. Iniziò a lavorare in teatro come controfigura dell'attore Sydney Greenstreet e come interprete fece parte di diverse produzioni a Broadway fin dagli anni trenta. La sua corporatura panciuta e le sue abilità da attore caratterista gli permisero di interpretare spesso personaggi antipatici o prepotenti.
Fu interprete di diversi personaggi per serie televisive, tra cui il sergente Vinton in 13 episodi della serie The Kids from C.A.P.E.R. nel 1976 e dagli anni cinquanta agli anni settanta continuò a collezionare numerose presenze in decine di serie televisive come guest star o personaggio minore. Vinse un Emmy Award per la sua interpretazione del nervoso uomo d'affari Malcolm Tucker nell'episodio Man in a Hurry della serie The Andy Griffith Show trasmesso il 14 gennaio 1963. Prese parte anche ad un episodio della serie classica di Ai confini della realtà, intitolato nella versione in italiano Un vecchio apparecchio radio, trasmesso in prima televisiva il 5 maggio 1961.
Per il cinema ha interpretato, tra gli altri, Verne Shipman in L'odio esplode a Dallas del 1962 e il boss della mala Earl Connors nel film La vendetta del gangster del 1961.
Per la televisione la sua ultima interpretazione risale all'episodio Dear Mummy della serie televisiva Quincy, trasmesso il 21 gennaio 1981, in cui dà vita al personaggio di Carl Fresser. Per ciò che concerne il suo curriculum cinematografico, l'ultima interpretazione risale al film del 1982 Vendetta ad Hong Kong in cui interpreta Carl Gerlich.
Sposato con Silvia, dalla quale ebbe un figlio e due figlie, morì a Ojai, in California, il 26 dicembre 1994.

## Filmografia

### Cinema
- L'amante di ferro (The Iron Mistress), regia di Gordon Douglas (1952)
- Il grande coltello (The Big Knife), regia di Robert Aldrich (1955)
- Quel treno per Yuma (3:10 to Yuma), regia di Delmer Daves (1957)
- Gli uomini della terra selvaggia (The Badlanders), regia di Delmer Daves (1958)
- Svegliami quando è finito (Wake Me When It's Over), regia di Mervyn LeRoy (1960)
- La vendetta del gangster (Underworld U.S.A.), regia di Samuel Fuller (1961)
- L'odio esplode a Dallas (The Intruder), regia di Roger Corman (1962)
- Pugno proibito (Kid Galahad), regia di Phil Karlson (1962)
- Il gruppo (The Group), regia di Sidney Lumet (1966)
- Agguato nel sole (Hostile Guns), regia di R.G. Springsteen (1967)
- Che cosa hai fatto quando siamo rimasti al buio? (Where Were You When the Lights Went Out?), regia di Hy Averback (1968)
- Rascal, l'orsetto lavatore (Rascal), regia di Norman Tokar (1969)
- Change of Habit, regia di William A. Graham (1969)
- Supponiamo che dichiarino la guerra e nessuno ci vada (Suppose They Gave a War and Nobody Came?), regia di Hy Averback (1970)
- Io sono la legge (Lawman), regia di Michael Winner (1971)
- Die Sister, Die!, regia di Randall Hood (1972)
- Scorpio, regia di Michael Winner (1973)
- L'assassino di pietra (The Stone Killer), regia di Michael Winner (1973)
- Baby Killer (It's Alive), regia di Larry Cohen (1974)
- La zingara di Alex (Alex & the Gypsy), regia di John Korty (1976)
- Campus story (Fraternity Row), regia di Thomas J. Tobin (1977)
- The Seniors, regia di Rod Amateau (1978)
- Vendetta a Hong Kong (Forced Vengeance), regia di James Fargo (1982)

### Televisione
- Marco Millions – film TV (1939)
- Studio One – serie TV, 3 episodi (1949-1950)
- Suspense – serie TV, 11 episodi (1950-1952)
- The Web – serie TV, 3 episodi (1951-1954)
- Kraft Television Theatre – serie TV, 7 episodi (1951-1958)
- Martin Kane, Private Eye – serie TV, un episodio (1951)
- The Dagmar Story – film TV (1951)
- Pulitzer Prize Playhouse – serie TV, un episodio (1951)
- Schlitz Playhouse of Stars – serie TV, un episodio (1952)
- Robert Montgomery Presents – serie TV, un episodio (1952)
- The Man Behind the Badge – serie TV, 2 episodi (1953-1954)
- Justice – serie TV, un episodio (1954)
- The United States Steel Hour – serie TV, 2 episodi (1955-1958)
- Alfred Hitchcock presenta (Alfred Hitchcock Presents) – serie TV, 6 episodi (1955-1959)
- The Elgin Hour – serie TV, un episodio (1955)
- Goodyear Television Playhouse – serie TV, un episodio (1955)
- Lux Video Theatre – serie TV, un episodio (1955)
- The Alcoa Hour – serie TV, 4 episodi (1956-1957)
- General Electric Theater – serie TV, 3 episodi (1956-1962)
- Star Tonight – serie TV, un episodio (1956)
- Climax! – serie TV, un episodio (1957)
- All the King's Men – film TV (1958)
- Avventure lungo il fiume (Riverboat) – serie TV, 2 episodi (1959-1960)
- Carovane verso il west (Wagon Train) – serie TV, 2 episodi (1959-1965)
- Gunsmoke – serie TV, 2 episodi (1959-1968)
- Westinghouse Desilu Playhouse – serie TV, episodio 1x25 (1959)
- Five Fingers – serie TV, un episodio (1959)
- Peter Gunn – serie TV, episodio 2x10 (1959)
- Alcoa Presents: One Step Beyond – serie TV, un episodio (1959)
- Sunday Showcase – serie TV, 4 episodi (1960-1961)
- Gli intoccabili (The Untouchables) – serie TV, 3 episodi (1960-1963)
- Perry Mason – serie TV, 3 episodi (1960-1965)
- The DuPont Show of the Month – serie TV, un episodio (1960)
- Playhouse 90 – serie TV, un episodio (1960)
- The Betty Hutton Show – serie TV, un episodio (1960)
- Startime – serie TV, un episodio (1960)
- Overland Trail – serie TV, un episodio (1960)
- Wrangler – serie TV, un episodio (1960)
- Hong Kong – serie TV, episodio 1x05 (1960)
- The New Breed – serie TV, episodi 1x08-1x20 (1961-1962)
- Have Gun - Will Travel – serie TV, 4 episodi (1961-1963)
- La città in controluce (Naked City) – serie TV, un episodio (1961)
- Scacco matto (Checkmate) – serie TV, episodio 1x18 (1961)
- Laramie – serie TV, un episodio (1961)
- La famiglia Potter (The Tom Ewell Show) – serie TV, episodio 1x21 (1961)
- Ai confini della realtà (The Twilight Zone) – serie TV, episodio 2x20 (1961)
- The Barbara Stanwyck Show – serie TV, un episodio (1961)
- Le grandi fiabe (Shirley Temple's Storybook) – serie TV, un episodio (1961)
- The Gertrude Berg Show – serie TV, un episodio (1961)
- Route 66 – serie TV, 2 episodi (1962-1963)
- Disneyland – serie TV, 8 episodi (1962-1970)
- Corruptors (Target: The Corruptors) – serie TV, episodio 1x26 (1962)
- The Tall Man – serie TV, un episodio (1962)
- Kraft Mystery Theater – serie TV, un episodio (1962)
- Going My Way – serie TV, episodio 1x01 (1962)
- The Andy Griffith Show – serie TV, 2 episodi (1963-1966)
- Bonanza – serie TV, 3 episodi (1963-1969)
- Ensign O'Toole – serie TV, episodio 1x17 (1963)
- Stoney Burke – serie TV, un episodio (1963)
- Sam Benedict – serie TV, un episodio (1963)
- G.E. True – serie TV, episodi 1x21 (1963)
- The Dick Powell Show – serie TV, episodio 2x23 (1963)
- McKeever & the Colonel – serie TV, un episodio (1963)
- Polvere di stelle (Bob Hope Presents the Chrysler Theatre) – serie TV, un episodio (1963)
- La legge del Far West (Temple Houston) – serie TV, episodio 1x15 (1964)
- La grande avventura (The Great Adventure) – serie TV, episodio 1x16 (1964)
- Undicesima ora (The Eleventh Hour) – serie TV, 2 episodi (1964)
- The Nurses – serie TV, un episodio (1964)
- L'ora di Hitchcock (The Alfred Hitchcock Hour) – serie TV, episodio 3x01 (1964)
- Io e i miei tre figli (My Three Sons) – serie TV, 2 episodi (1964)
- Destini – serie TV (Another World) (1964)
- Diamond Jim: Skulduggery in Samantha – film TV (1965)
- The Magnificent Yankee – film TV (1965)
- Profiles in Courage – serie TV, 2 episodi (1965)
- Gomer Pyle: USMC – serie TV, un episodio (1965)
- Le cause dell'avvocato O' Brien (The Trials of O'Brien) – serie TV, un episodio (1965)
- Selvaggio west (The Wild Wild West) – serie TV, 2 episodi (1966-1967)
- Cavaliere solitario (The Loner) – serie TV, un episodio (1966)
- Per favore non mangiate le margherite (Please Don't Eat the Daisies) – serie TV, un episodio (1966)
- Quella strana ragazza (That Girl) – serie TV, un episodio (1966)
- ABC Stage 67 – serie TV, episodio 1x10 (1966)
- Il ladro (T.H.E. Cat) – serie TV, un episodio (1967)
- Occasional Wife – serie TV, un episodio (1967)
- Iron Horse – serie TV, episodio 1x23 (1967)
- Gli invasori (The Invaders) – serie TV, un episodio (1967)
- Organizzazione U.N.C.L.E. (The Man from U.N.C.L.E.) – serie TV, 2 episodi (1967)
- Una famiglia... si fa per dire (Accidental Family) – serie TV, episodio 1x02 (1967)
- Mannix – serie TV, un episodio (1967)
- The Second Hundred Years – serie TV, un episodio (1967)
- Daniel Boone – serie TV, un episodio (1967)
- Tony e il professore (My Friend Tony) – serie TV, un episodio (1969)
- La terra dei giganti (Land of the Giants) – serie TV, un episodio (1969)
- Medical Center – serie TV, un episodio (1969)
- Marcus Welby (Marcus Welby, M.D.) – serie TV, 2 episodi (1970-1971)
- The Doris Day Show – serie TV, 2 episodi (1970-1972)
- Insight – serie TV, un episodio (1970)
- The Boy Who Stole the Elephant – film TV (1970)
- Reporter alla ribalta (The Name of the Game) – serie TV, un episodio (1971)
- Lock, Stock and Barrel – film TV (1971)
- Difesa a oltranza (Owen Marshall, Counselor at Law) – serie TV, un episodio (1971)
- Adam-12 – serie TV, un episodio (1971)
- Ironside – serie TV, un episodio (1972)
- La famiglia Brady (The Brady Bunch) – serie TV, un episodio (1972)
- Kung Fu – serie TV, un episodio (1973)
- F.B.I. (The F.B.I.) – serie TV, un episodio (1973)
- Le strade di San Francisco (The Streets of San Francisco) – serie TV, episodio 2x06 (1973)
- Love Story – serie TV, un episodio (1973)
- Night Games – film TV (1974)
- Rex Harrison Presents Stories of Love – film TV (1974)
- Il cacciatore (The Manhunter) – serie TV, un episodio (1974)
- Cannon – serie TV, un episodio (1974)
- Alla ricerca di un sogno (The New Land) – serie TV, un episodio (1974)
- The F.B.I. Story: The FBI Versus Alvin Karpis, Public Enemy Number One – film TV (1974)
- Demon, Demon – film TV (1975)
- Kojak – serie TV, un episodio (1975)
- Mary Tyler Moore Show (Mary Tyler Moore) – serie TV, un episodio (1975)
- Pepper Anderson agente speciale (Police Woman) – serie TV, un episodio (1975)
- Kolchak: The Night Stalker – serie TV, un episodio (1975)
- Caribe – serie TV, un episodio (1975)
- Lincoln – miniserie TV (1975)
- A tutte le auto della polizia (The Rookies) – serie TV, un episodio (1975)
- The Wide World of Mystery – serie TV, un episodio (1975)
- The Kids from C.A.P.E.R. – serie TV, 13 episodi (1976-1977)
- Starsky & Hutch (Starsky and Hutch) – serie TV, un episodio (1977)
- The Chopped Liver Brothers – film TV (1977)
- It Happened One Christmas – film TV (1977)
- Sulle strade della California (Police Story) – serie TV, un episodio (1978)
- I grandi eroi della Bibbia (Greatest Heroes of the Bible) – serie TV, 2 episodi (1978)
- Pleasure Cove – film TV (1979)
- Institute for Revenge – film TV (1979)
- Aunt Mary, regia di Peter Werner – film TV (1979)
- CBS Afternoon Playhouse – serie TV, 5 episodi (1980)
- Quincy (Quincy M.E.) – serie TV, un episodio (1981)

## Doppiatori italiani
- Luigi Pavese in Gli uomini della terra selvaggia, La vendetta del gangster
- Carlo Romano in Quel treno per Yuma